# Municipio de Lucas (Minnesota)
El municipio de Lucas (en inglés: Lucas Township) es un municipio ubicado en el condado de Lyon en el estado estadounidense de Minnesota. En el año 2010 tenía una población de 246 habitantes y una densidad poblacional de 2,68 personas por km².

## Geografía
El municipio de Lucas se encuentra ubicado en las coordenadas 44°34′46″N 95°39′36″O / 44.57944, -95.66000. Según la Oficina del Censo de los Estados Unidos, el municipio tiene una superficie total de 91.93 km², de la cual 87,27 km² corresponden a tierra firme y (5,07 %) 4,66 km² es agua.

## Demografía
Según el censo de 2010, había 246 personas residiendo en el municipio de Lucas. La densidad de población era de 2,68 hab./km². De los 246 habitantes, el municipio de Lucas estaba compuesto por el 95,53 % blancos, el 0,41 % eran asiáticos, el 1,63 % eran de otras razas y el 2,44 % eran de una mezcla de razas. Del total de la población el 1,63 % eran hispanos o latinos de cualquier raza.